# Stadsstadion Dilijan
Het Stadsstadion Dilijan is een voetbalstadion in de Armeense stad Dilijan. In het stadion speelde SC Erebuni Dilijan haar thuiswedstrijden, tegenwoordig heeft het stadion geen vaste bespeler.